# NHK徳島佐古中継局
NHK徳島佐古中継局（エヌエイチケイとくしまさこちゅうけいきょく）は、徳島県徳島市に置かれていたNHK徳島放送局のテレビ中継局である。

## 概要
- 当中継局は、徳島市の蔵本町にあり各地域に電波を発射していた。
- 地上デジタル放送は置局せず2011年7月24日24時のアナログ波停波を以って、廃局となった。

## NHK中継局概要
| 放送局名             | テレビチャンネル | 空中線電力        | ERP                | 放送対象地域 | 放送区域内世帯数 |
| アナログテレビ中継局 |                  |                   |                    |              |                  |
| NHK徳島総合テレビ    | 44ch             | 映像3W/ 音声750mW | 映像8.5W/ 音声2.1W | 徳島県       | 約-世帯          |
| NHK徳島教育テレビ    | 46ch             | 映像3W/ 音声750mW | 映像8.5W/ 音声2.1W | 全国         | 約-世帯          |

### 偏波面
- アナログテレビ中継局…垂直偏波

## 中継局置局住所
- 徳島市蔵本町1丁目110-3（徳島県立中央病院屋上）